# Wrocław Zakrzów
Wrocław Zakrzów – stacja kolejowa we Wrocławiu, przy ulicy Dubrownickiej na osiedlu Psie Pole-Zawidawie, która została oddana do użytku wraz otwarciem linii kolejowej do Trzebnicy w 1886 roku.
Ruch pociągów pasażerskich na trasie Psie Pole - Trzebnica uległ zawieszeniu na lata 1990-2009. W niewielkim zakresie odbywał się wtedy tylko ruch towarowy do ZZSD Polar. W styczniu 2009 roku rozpoczęto remont torowiska i poprawę jego geometrii dla podniesienia prędkości. Począwszy od 20 września 2009 roku na trasie do Wrocławia Głównego i Trzebnicy zostały wznowione połączenia kolejowe obsługiwane przez spalinowe zespoły trakcyjne (szynobusy). W trakcie remontu linii wybudowano nowy peron, bliżej stacji Wrocław Psie Pole, co było spowodowane tym, że teren na którym znajduje się stary wraz z budynkiem stacyjnym został sprzedany osobie prywatnej.

## Ruch pasażerski
W roku 2017 stacja obsługiwała 50–99 pasażerów na dobę, w roku 2022 100-149 pasażerów na dobę.